# لويس مولينا (ملاكم)
لويس مولينا (بالإنجليزية: Luis Molina)‏ مواليد 11 أكتوبر 1938 في كاليفورنيا، الولايات المتحدة - الوفاة 20 أبريل 2013، كان ملاكم محترف أمريكي صنّف ضمن فئة الوزن الخفيف. سبق أن شارك في دورة الألعاب الأولمبية الصيفية سنة 1956.

## إحصائيات
خاض خلال مسيرته 42 نزالا، فاز في 32 وخسر في 10. فاز بالضربة القاضية في 20 نزالا.

## روابط خارجية
- لويس مولينا على موقع أوليمبيديا (الإنجليزية)